# گریگوری زینوویف
گریگوری یوسویچ زینوویف (به روسی: Григо́рий Евсе́евич Зино́вьев) (زاده ۲۳ سپتامبر ۱۸۸۳ – درگذشته ۲۵ اوت ۱۹۳۶)، کمونیست روسی و از انقلابیون بلشویک و بعدها از سیاست‌مداران دولت شوروی بود.
زینوویف، پس از مرگ لنین، به همراه کامنف، علیه تروتسکی، به استالین پیوست و از اصلی‌ترین باعثان و بانیان بیرون کردن تروتسکی از حزب و قدرت‌گیری استالین شد. بعدها، و پس از قدرت‌گیری بی حد و حصر استالین، زینوویف با تروتسکی علیه او متحد شد. اما این، بسیار دیر بود و او که خود از مهم‌ترین عوامل به قدرت رسیدن ژوزف استالین بود، به دستور وی در پاکسازی بزرگ اعدام شد. از زینوویف آثاری در زمینهٔ تاریخ حزب، برجا مانده است.